# Patricio Di Palma
Patricio Di Palma (Arrecifes, Provincia de Buenos Aires; 20 de junio de 1971), es un expiloto argentino de automovilismo. Reconocido a nivel nacional por su participación en distintas categorías argentinas de automovilismo, desarrolló una importante y extensa trayectoria deportiva, destacándose principalmente en las cuatro categorías de turismos más importantes de Argentina: El Turismo Carretera, el Turismo Competición 2000, el Turismo Nacional y la Top Race.
Además del plano deportivo, es reconocido por formar parte de la Familia Di Palma, grupo familiar de amplia tradición en el automovilismo argentino, en la cual Patricio es el tercer hijo del fallecido excampeón de Turismo Carretera entre otras categorías, Luis Rubén Di Palma. Al mismo tiempo, es hermano de los también expilotos José Luis Di Palma, Andrea Di Palma y Marcos Di Palma.
A lo largo de su carrera deportiva, compitió en las más reconocidas categorías argentinas de turismos, proclamándose campeón de Turismo Nacional en 2005, a la vez de conquistar en el año 2006 el subcampeonato de Turismo Carretera al comando de una unidad Torino Cherokee. Asimismo, fue uno de los pocos pilotos en debutar con victoria dentro de la categoría Turismo Competición 2000, al adjudicarse en calidad de invitado, la competencia de los 200 km de Buenos Aires del año 2004, compartiendo con Gabriel Ponce de León la conducción de un Ford Focus I.
En junio de 2025, el hijo de Patricio, Máximo, siguiendo la tradición familiar desembarcó en la Clase 3 del Turismo Pista al comando de un Renault Clio preparado íntegramente por el equipo Di Palma.

## Resumen de carrera
| Temporada | Categoría                                | Equipo                | Carreras | Victorias | Poles | VR | Podios | Puntos | Pos. |
| --------- | ---------------------------------------- | --------------------- | -------- | --------- | ----- | -- | ------ | ------ | ---- |
| 1995      | Turismo Carretera                        |                       | 1        | 0         | 0     | 0  | 0      | 5.5    | 77.º |
| 1996      | Turismo Carretera                        | Satriano              | 1        | 1         | 0     | 0  | 1      | 26     | 37.º |
| 1997      | Turismo Carretera                        | Colloca               | 4        | 0         | 0     | 0  | 0      | 9.5    | 49.º |
| 1997      | Campeonato Sudamericano de Superturismos | Equipo EFSA           | 7        | 0         | 0     | 0  | 1      | 32     | 10.º |
| 1998      | Turismo Carretera                        |                       | 5        | 0         | 0     | 0  | 0      | 13     | 47.º |
| 1999      | Turismo Carretera                        | 8                     | 0        | 0         | 0     | 0  | 32.5   | 35.º   |      |
| 2000      | Turismo Carretera                        | 15                    | 0        | 1         | 0     | 0  | 51     | 25.º   |      |
| 2001      | Turismo Carretera                        | Patricio Di Palma     | 14       | 0         | 0     | 0  | 1      | 80.5   | 14.º |
| 2002      | Top Race                                 | Deambrosi Competición | ?        | 1         | 1     | ?  | ?      | 63.50  | 19.º |
| 2002      | Turismo Carretera                        | Don Roque             | 14       | 0         | 0     | 0  | 0      | 73     | 19.º |
| 2003      | Turismo Nacional - Clase 3               |                       | 3        | 0         | 0     | 1  | 1      | 40     | 14.º |
| 2003      | Turismo 4000 Argentino                   | ?                     | 1        | ?         | ?     | ?  | 0      | NC     |      |
| 2003      | Turismo Carretera                        | Don Roque             | 16       | 1         | 0     | 0  | 2      | 131    | 8.º  |
| 2004      | Turismo Nacional - Clase 3               |                       | 5        | 1         | 1     | 0  | 2      | 77     | 17.º |
| 2004      | Turismo Carretera                        | Don Roque             | 16       | 1         | 0     | 2  | 1      | 121.5  | 10.º |
| 2004      | Turismo Competición 2000                 | YPF Ford              | 1        | 1         | 0     | 0  | 1      | 0      | NC†  |
| 2005      | Turismo Nacional - Clase 3               | Porfiri/Riva          | 12       | 3         | 1     | 0  | 4      | 223    | 1.º  |
| 2005      | Turismo Carretera                        | Don Roque Competición | 16       | 0         | 0     | 0  | 1      | 96.5   | 15.º |
| 2005      | Turismo Competición 2000                 | Sportteam Competición | 1        | 0         | 0     | 0  | 1      | 0      | NC†  |
| 2006      | Turismo Nacional - Clase 3               | Porfiri/Riva          | 2        | 0         | 0     | 0  | 1      | 39     | 32.º |
| 2006      | Turismo Carretera                        | Don Roque Competición | 16       | 1         | 1     | 0  | 5      | 197.5  | 2.º  |
| 2007      | Top Race V6                              | GA.MA Sport Team      | 4        | 0         | 0     | 0  | 1      | 42     | 20.º |
| 2007      | Turismo Carretera                        | Don Roque Competición | 16       | 1         | 0     | 0  | 1      | 135.5  | 8.º  |
| 2007      | Turismo Competición 2000                 | Sportteam Competición | 3        | 0         | 0     | 0  | 0      | 0      | 33.º |
| 2008      | Turismo Nacional - Clase 3               |                       | 7        | 0         | 0     | 0  | 1      | 64     | 21.º |
| 2008      | Turismo Carretera                        | Don Roque Competición | 13       | 0         | 0     | 0  | 0      | 59     | 22.º |
| 2009      | Turismo Nacional - Clase 3               | Vittal FP Racing      | 12       | 0         | 0     | 0  | 0      | 100    | 13.º |
| 2009      | Turismo Carretera                        | Tango Competición     | 10       | 0         | 0     | 0  | 0      | 33.5   | 39.º |
| 2010      | Copa América 2010 de Top Race V6         | Máximo Sport          | 6        | 0         | 0     | 0  | 0      | 18     | 33.º |
| Fuente:   |                                          |                       |          |           |       |    |        |        |      |

- † Era piloto invitado, por lo que no sumó puntos.

## Resultados

### Turismo Competición 2000
| Año  | Equipo                | Auto            | 1    | 2   | 3   | 4   | 5   | 6   | 7   | 8   | 9   | 10  | 11  | 12    | 13  | 14  | Res. | Puntos |
| ---- | --------------------- | --------------- | ---- | --- | --- | --- | --- | --- | --- | --- | --- | --- | --- | ----- | --- | --- | ---- | ------ |
| 2004 |                       |                 | GR   | VIE | SJU | PAR | SL  | OBE | AG  | CON | RC  | SRA | BB  | BA    | RAF | MDP | -    | -      |
| 2004 | YPF Ford              | Ford Focus I    |      |     |     |     |     |     |     |     |     |     |     | 1     |     |     | -    | -      |
| 2005 |                       |                 | BA I | PAR | VIE | SJU | OLA | AG  | CUR | OBE | RAF | SRA | CON | BA II | SL  | GR  | -    | -      |
| 2005 | Sportteam Competición | Volkswagen Bora |      |     |     |     |     |     |     |     |     |     |     | 2     |     |     | -    | -      |
| 2007 |                       |                 | CR   | GR  | BB  | SMM | SJU | SP  | AG  | SFE | SRA | VIE | BA  | OBE   | SL  | PDE | -    | 0      |
| 2007 | Sportteam Competición | Volkswagen Bora | Ret  | 21† | 16  |     |     |     |     |     |     |     |     |       |     |     | -    | 0      |

## Palmarés
| Título  | Categoría                | Marca             | Año  |
| ------- | ------------------------ | ----------------- | ---- |
| Campeón | Turismo Nacional Clase 3 | Ford Escort Zetec | 2005 |